# Gonospira holostoma
Gonospira holostoma é uma espécie de gastrópode  da família Streptaxidae.
É endémica de Maurícia.